# Gemeiner Wetterstern
Der Gemeine Wetterstern (Astraeus hygrometricus) ist eine Pilzart aus der Familie der Sclerodermataceae. Manchmal wird er zusammen mit den Hartbovisten und Erbsenstreulingen in die eigene Ordnung Sclerodermatales gestellt.

## Merkmale

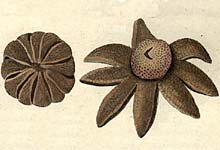
Bei Trockenheit schließen sich die sternförmigen Lappen über dem kugeligen Sporenbehälter zusammen.

Die innen dunkelbraune, später schollig aufreißende  Exoperidie des Gemeinen Wettersterns besteht aus 5–12 Lappen, die offen 3,5–8 cm, eingerollt 1,3–2,5 cm breit sind. Die kugelige Endoperidie ist etwa 12,5 cm breit, beige bis graubraun und ungestielt. Der Gemeine Wetterstern erhielt seinen Namen aufgrund seiner ausgeprägten Hygroskopie: Bei Trockenheit schließen sich die Lappen der Exoperidie wieder über der Endoperidie zusammen. Dieses Verhalten zeigen auch einige der nicht näher mit dem Wetterstern verwandten Erdsterne. Die Fruchtkörper erscheinen ab August und überdauern bis zum folgenden Sommer.

## Ökologie
Der Gemeine Wetterstern ist ein Mykorrhizapilz. der mit verschiedenen Laub- und Nadelbäumen vergesellschaftet sein kann. Er wächst in bodensauren Laub- und Nadelwäldern vor allem an trockenen, sandigen Plätzen, oft an Süd- oder Westhängen. Die Art kommt nahezu weltweit vor, mit Ausnahme der borealen, alpinen und arktischen Regionen. Die nördliche Verbreitung in Europa erstreckt sich bis Südengland, Norddeutschland und Mittelpolen.

## Sonstiges
Der Wetterstern wurde von der Deutschen Gesellschaft für Mykologie zum Pilz des Jahres 2005 gewählt.